# ناوک مژگان
«ناوک مژگان» یا «غم عشقت مرا از پای افکند» ترانه‌ای فارسی است که بیش از صد سال قدمت دارد. این ترانه توسط نادر گلچین، هایده ، ستار، مهران مدیری،دنگ شو، همایون شجریان و دیگران اجرا شده‌است.